# Oyama (Tochigi)
Oyama (小山市, Oyama-shi) és una ciutat i municipi de la prefectura de Tochigi, a la regió de Kanto, Japó. Oyama és el segon municipi amb més població de Tochigi després de la capital, Utsunomiya.

## Geografia
El municipi d'Oyama està situat al cantó sud-est de la prefectura de Tochigi, limitant amb la prefectura d'Ibaraki al sud i a l'est. El riu Omoi, un afluent del riu Watarase, passa pel centre de la ciutat. El terme municipal d'Oyama limita amb els de Tochigi a l'oest; amb Shimotsuke i Mooka al nord i amb Nogi al sud, tots ells a la prefectura de Tochigi, mentres que a l'est limita amb els municipis de Yūki, Chikusei i Koga, tots ells a la prefectura d'Ibaraki.

## Història
Durant el període Tokugawa, Oyama, governada pel feu d'Utsunomiya fou una posta o estació al Nikkō Kaidō o cami de Nikko, el qual connectava Edo amb Nikko. L'1 d'abril de 1889, amb l'establiment del sistema de municipis, es creà oficialment la vila d'Oyama, la qual formava part del districte de Shimotsuga. Més tard, el 31 de març de 1954, la vila d'Oyama es fusionà amb el poble d'Otani, esdevenint així en ciutat. El 18 d'abril de 1963, la vila de Mamada i el poble de Mita, també del districte de Shimotsuga, van passar a formar part de la ciutat. L'última alteració del terme municipal va ser el 30 de setembre de 1965, quan la vila de Kuwaniku passa a ser part d'Oyama.

## Política i govern

### Alcaldes
En aquesta taula només es reflecteixen els alcaldes democràtics, és a dir, des de l'any 1947. En el cas concret d'Oyama, la llista comença el 1954, quan es fundà la ciutat.
| Alcalde          | Inici del mandat | Fi del mandat | Partit | Partit |
| Taisuke Yamanaka | 1954             | 1970          |        | Ind    |
| Masao Kurita     | 1970             | 1984          |        | Ind    |
| Takeo Kobayashi  | 1984             | 1988          |        | Ind    |
| Akira Funada     | 1988             | 2000          |        | Ind    |
| Toshio Ōkubo     | 2000             | 2020          |        | Ind    |
| Masatomi Asano   | 2020             | -             |        | Ind    |

## Demografia
| 1920    | 1930    | 1940    | 1950    | 1960   | 1970    | 1980    |
| ------- | ------- | ------- | ------- | ------ | ------- | ------- |
| 52.163  | 57.959  | 60.551  | 82.880  | 83.455 | 105.351 | 127.226 |
| 1990    | 2000    | 2010    | 2020    | 2030   | 2040    | 2050    |
| 142.262 | 155.198 | 164.437 | 167.548 | -      | -       | -       |

## Transport

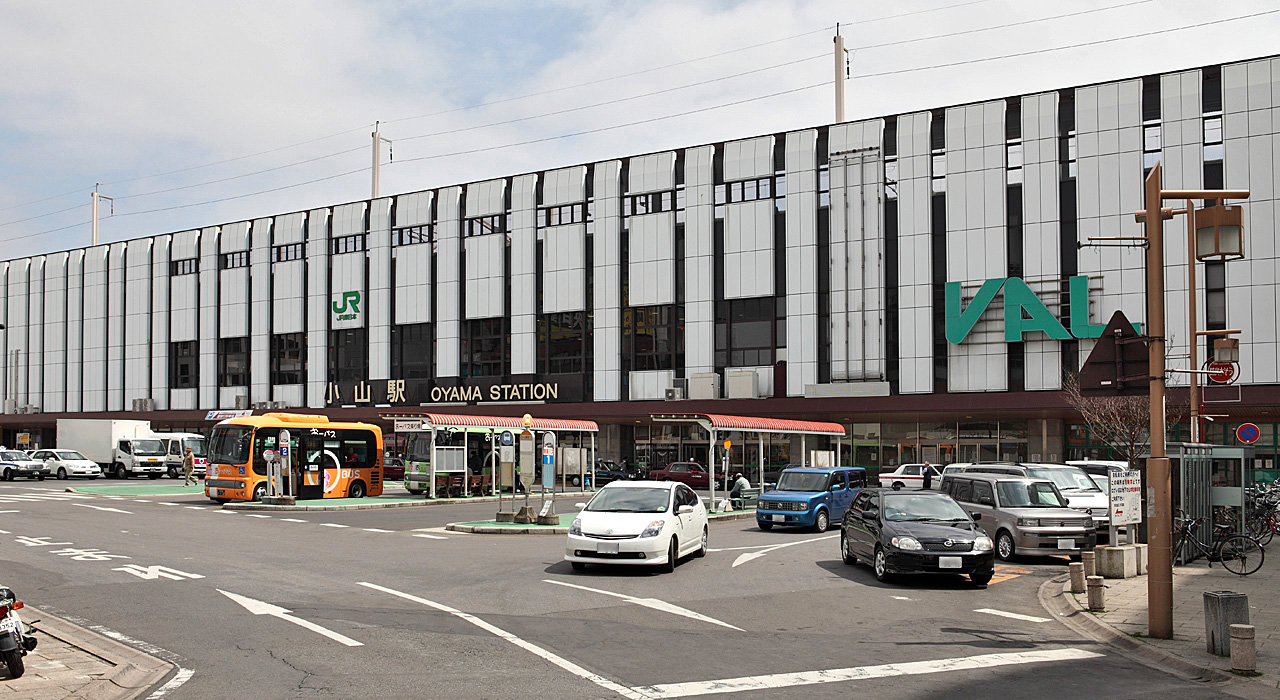
Estació d'Oyama

### Ferrocarril
- Companyia de Ferrocarrils del Japó Oriental (JR East)
  - Oyama - Mamada - Omoigawa

### Carretera
- Nacional 4 - Nacional 50

## Agermanaments
- Lübz, Mecklenburg-Pomerània Occidental, Alemanya. (2 de gener de 2003)[3]
- Cairns, estat de Queensland, Austràlia. (15 de març de 2006)[4]
- Shaoxing, província de Zhejiang, RPX. (22 d'octubre de 2010)[5]
- Benxi, província de Liaoning, RPX. (26 d'octubre de 2014)[3]